# Parco nazionale di Dry Tortugas
Il parco nazionale di Dry Tortugas è un parco nazionale statunitense situato nella parte meridionale della Florida, ad ovest della città di Key West.
Il parco preserva Fort Jefferson e le sette isole di Dry Tortugas, quelle più ad ovest delle Florida Keys.